# 僕とフリオと校庭で
「僕とフリオと校庭で」（原題： Me and Julio Down by the Schoolyard）は、ポール・サイモンが作詞作曲し1972年に発表した楽曲。

## 概要
レコーディングにはデヴィッド・スピノザ（アコースティック・ギター）、ラッセル・ジョージ（ベース）、アイアート・モレイラ（パーカッション）らが参加。アメリカのポピュラー音楽では聞き慣れないパーカッションの音は、クイーカというブラジルの打楽器によるもの。
1972年1月14日発売のアルバム『ポール・サイモン』に収録された。同年3月20日にシングルカットされる。B面は「コングラチュレーション」。
「お父さんは調査が必要だと言い始めた／それは法に反していると／ママが見たもの／それは法に反していた」と歌われるが、最後まで「それ」が何を指すかは明かされない。『ローリング・ストーン』1972年7月20日号でジョン・ランドー（Jon Landau）はサイモンに歌詞の意味を尋ねた。
同年5月27日から6月3日にかけて2週連続でビルボード・Hot 100で22位を記録した。ビルボードのイージーリスニング・チャートでは9位を記録した。イギリスは15位、カナダは6位、アイルランドは19位、ニュージーランドは7位を記録した。

## 別バージョン
- ポール・サイモン - ライブ・アルバム『ライヴ・ライミン』（1974年）。1974年4月13日、ノートルダム大学、カーネギー・ホールでの録音。

- サイモン&ガーファンクル - ライブ・アルバム『The Concert in Central Park』（1982年）。1981年9月19日、NY、セントラル・パークにて録音。

- ポール・サイモン - ライブ・アルバム『Paul Simon's Concert in the Park』（1991年）。1991年8月15日、NY、セントラル・パークにて録音。

- ポール・サイモン - 『ポール・サイモン』2004年リマスター盤。1971年2月、サンフランシスコでのデモ録音。

- ポール・サイモン - 新型コロナウイルスの流行により各国で外出禁止の措置がなされる中、2020年6月10日にテキサス州オースティンの人々を支援するベネフィット・ライヴ・ストリーミング・コンサート「A Night for Austin」が開催された[7]。サイモンは自宅から本作品を配信（間奏の口笛は妻のエディ・ブリケル）。「早く家へ帰りたい」も歌い、また、ブリケルと「ミスター・リー」をデュエットした。